# Nihoa gruberi
Nihoa gruberi is een spinnensoort uit de familie Barychelidae. De soort komt voor in Nieuw-Ierland.